# F値
F値 （エフち、英: F-number）とは、レンズの焦点距離を有効口径で割った無次元量の値を指し、レンズの明るさを示す指標として用いられる。F値のFとは「焦点の」を意味する"focal"から来ている。
F値が小さいほどレンズは明るく（=レンズを通る光量が多い）、シャッター速度を速くできる。

絞りを変化させたF値の模式図。絞り1段ごとに光を集める面積は半分になり、F値は1.4倍となっている。

F値の表記は、「F」もしくは「𝑓/」に続けて、その値を表記する（例：F値が2の場合に「F2」もしくは「𝑓/2」）。またを{\displaystyle 2\log _{2}F}が
絞りの段数値となる。

## 有効口径と明るさ
有効口径とは、レンズの光軸上無限遠の位置にある点光源を想定したときに、その点光源からレンズへ入射する平行光線の光束の直径のことである。
F値を{\displaystyle {f_{n}}}とすると下の式のようになる。
{\displaystyle f_{n}={\frac {f}{\Phi }}}
{\displaystyle {f}}: 焦点距離

{\displaystyle {\Phi }}: 有効口径
有効口径が大きいということは、光をより多く集められるということである。有効口径が{\displaystyle 1/{\sqrt {2}}}になると光を集める面積は半分になる。したがって、F値が{\displaystyle {\sqrt {2}}}倍となるごとに明るさは半分となる。

## 焦点距離を割ることの意味
- 焦点距離/開口径である「F値」が決まると実像の明るさが決定する。
- これに露出時間を乗じれば「光量」となる。
- 実像の大きさが焦点距離に比例する。

カメラのライトヴァリューLV値の定義としては「減光量」で考えて、F^2=1、1/T=1として、相対比値を2底の対数で表している。
レンズが結ぶ像の面積は焦点距離の2乗に比例して拡大する。一方、レンズに入射する光の量はレンズの有効面積に比例する。レンズの有効面積は有効直径の2乗に比例する。したがって、像の面積あたりの光量（照度）は焦点距離の2乗に反比例し有効径の2乗に比例する。すなわち、（有効径/焦点距離）の2乗≡1/F数の2乗に比例する。

## F値とT値とH値
F値はレンズの明るさを示す指標として広く使われているが、レンズの透過率などの影響により、F値のみを用いて露出を正確に議論をすることはできない。
特に問題となるのは（透過率とは無関係だが）レンズが撮像面から離れるマクロ撮影の場合である。前の節の説明は無限遠の被写体の撮影が前提であるが、マクロ撮影ではその前提が大きく崩れる。レンズ面を通過する光量は同じのまま、レンズを離したことで像が大きくなっているわけであるから、一定サイズの像における光量はその分低下するという理屈である。日本の多くの（大手）メーカはマクロレンズについても通常の公称F値が示される設計としているが、ニコンはマクロレンズを実効F値が示される設計としている。安原のNANOHAx5のようにマクロ専用であるためとしてマクロ撮影時（同レンズの場合は5倍）における実効F値を仕様として公称している場合もある。
レンズの透過率が問題になる場合としては、コーティング技術がなかった時代の表面反射では、例えば1面の透過率が95%とすれば4群6枚構成のレンズで4群=8面から約66%（0.95の8乗は0.6634...）の光量しか透過しないことになる。STFレンズのようにフィルタが含まれている光学系などでも問題となる。光学系の透過率を加味した実質的な明るさを示す指標をT値と呼び、映画用高級レンズでは絞り環がT値表示されていることがある。前述のSTFレンズ等を除くとスチル写真用レンズにはほとんど存在しないがフォトン用クック・アモタール・アナスチグマット2inT2.2（F2）とクック・フィールド・パンクロ4inT2.8（F2.5）、ニコンのFマウント300mmT2.2（F2）が知られている。ただコーティング技術の進歩で表面反射が減り、またレンズを透過した後の光量を測定するTTL露出計が一般的になっていることもあり、一般用途の写真撮影においてF値とT値の差が問題になることはないと考えてよい。
イマゴンなど絞りでなくレンコン状などのグリッドで光量調整するレンズではF値が使えないため、相当値のH値が使用される。これも露出決定に際しF値と同様に扱って問題はない。

## 開放F値
レンズの絞りを開放（全開）した時のF値を開放F値という。開放F値の小さなレンズを「明るいレンズ」という。また高速シャッタースピードで撮影できることから「ハイスピードレンズ」「高速レンズ」などの呼び方もある。
一般向けに市販されている製品としては、数値上はコシナの「フォクトレンダースーパーノクトンF0.8」（マイクロフォーサーズ、29mm、フルサイズ換算58mm）フルサイズ用であればライカの「ノクティルックス M 50mm f/0.95」(ライカMマウント)や、ニコンの「ニッコール Z 58mm f/0.95 S Noct」（ニコンZマウント）、Venus Opticsの「Laowa Argus 35mm f/0.95 FF」「同45mm」（ニコンZマウント、キヤノンRFマウント、ソニーEマウント）などが最も明るいレンズである。またかつてはキヤノンから「キヤノン 50mm f/0.95」(キヤノンSマウント)が市販されていた。
特注品としては、アポロ計画用に設計されたものをスタンリー・キューブリックが手に入れ、映画『バリー・リンドン』に使用したカール・ツァイスの「プラナー50mmF0.7」や、旧日本軍用に東京光学（現トプコン）が設計した「トーコー50mmF0.7」を基に戦後再設計し、毎日新聞社の南極探検隊が使用した「シムラー50mmF0.7」などがある。
現実的にはF0.95だと昼間であれば1/8000秒でも適正露出を超えるなどシャッタースピードの限界や被写界深度の問題があるため、最高でもF1.2からF1.4程度が実用域、F2.8程度あれば充分に明るいレベルといえる。

## 国際絞りと大陸絞り
現在はF1に始まり1段階で露光量が半分になる国際絞りが一般に使用されている。すなわちF1、F1.4、F2、F2.8、F4、F5.6、F8、F11、F16、F22、F32、F45、、、である。
古いレンズには大陸絞りを採用しているレンズもある。（F1.1、F1.6、）F2.2、F3.2、F4.5、F6.3、F9、F12.5、F18、F25、F36、F50、、、である。

## 標準的なF値表示

### 1段ごと
| Av     | −2  | −1     | 0   | 1      | 2   | 3      | 4   | 5      | 6   | 7      | 8    | 9      | 10   | 11     | 12   | 13     | 14    | 15      | 16    |
| 表示   | 0.5 | 0.7    | 1.0 | 1.4    | 2   | 2.8    | 4   | 5.6    | 8   | 11     | 16   | 22     | 32   | 45     | 64   | 90     | 128   | 180     | 256   |
| 計算値 | 0.5 | 0.707… | 1.0 | 1.414… | 2.0 | 2.828… | 4.0 | 5.657… | 8.0 | 11.31… | 16.0 | 22.62… | 32.0 | 45.25… | 64.0 | 90.51… | 128.0 | 181.02… | 256.0 |

### 1/2段ごと
| Av   | −1  | −0.5 | 0   | 0.5 | 1   | 1.5 | 2 | 2.5 | 3   | 3.5 | 4 | 4.5 | 5   | 5.5 | 6 | 6.5 | 7  | 7.5 | 8  | 8.5 | 9  | 9.5 | 10 | 10.5 | 11 | 11.5 | 12 | 12.5 | 13 | 13.5 | 14  |
| 表示 | 0.7 | 0.8  | 1.0 | 1.2 | 1.4 | 1.7 | 2 | 2.4 | 2.8 | 3.3 | 4 | 4.8 | 5.6 | 6.7 | 8 | 9.5 | 11 | 13  | 16 | 19  | 22 | 27  | 32 | 38   | 45 | 54   | 64 | 76   | 90 | 107  | 128 |

### 1/3段ごと
| Av   | −1  | −0.7 | −0.3 | 0   | 0.3 | 0.7 | 1   | 1.3 | 1.7 | 2 | 2.3 | 2.7 | 3   | 3.3 | 3.7 | 4 | 4.3 | 4.7 | 5   | 5.3 | 5.7 | 6 | 6.3 | 6.7 | 7  | 7.3 | 7.7 | 8  | 8.3 | 8.7 | 9  | 9.3 | 9.7 | 10 | 10.3 | 10.7 | 11 | 11.3 | 11.7 | 12 | 12.3 | 12.7 | 13 |
| 表示 | 0.7 | 0.8  | 0.9  | 1.0 | 1.1 | 1.2 | 1.4 | 1.6 | 1.8 | 2 | 2.2 | 2.5 | 2.8 | 3.2 | 3.5 | 4 | 4.5 | 5.0 | 5.6 | 6.3 | 7.1 | 8 | 9   | 10  | 11 | 13  | 14  | 16 | 18  | 20  | 22 | 25  | 29  | 32 | 36   | 40   | 45 | 51   | 57   | 64 | 72   | 80   | 90 |

### 1/4段ごと

#### 0≦Av≦5
| Av       | 0    | 0.25 | 0.5  | 0.75 | 1    | 1.25 | 1.5  | 1.75 | 2    | 2.25 | 2.5  | 2.75 | 3    | 3.25 | 3.5  | 3.75 | 4    | 4.25 | 4.5  | 4.75 | 5    |
| 表示     | 1.0  | 1.1  | 1.2  | 1.3  | 1.4  | 1.5  | 1.7  | 1.8  | 2    | 2.2  | 2.4  | 2.6  | 2.8  | 3.1  | 3.4  | 3.7  | 4    | 4.4  | 4.8  | 5.2  | 5.6  |
| ミノルタ | 1.00 | 1.01 | 1.02 | 1.03 | 1.40 | 1.41 | 1.42 | 1.43 | 2.00 | 2.01 | 2.02 | 2.03 | 2.80 | 2.81 | 2.82 | 2.83 | 4.00 | 4.01 | 4.02 | 4.03 | 5.60 |

#### 5≦Av≦10
| Av       | 5    | 5.25 | 5.5  | 5.75 | 6    | 6.25 | 6.5  | 6.75 | 7   | 7.25 | 7.5 | 7.75 | 8   | 8.25 | 8.5 | 8.75 | 9   | 9.25 | 9.5 | 9.75 | 10  |
| 表示     | 5.6  | 6.2  | 6.7  | 7.3  | 8    | 8.7  | 9.5  | 10   | 11  | 12   | 14  | 15   | 16  | 17   | 19  | 21   | 22  | 25   | 27  | 29   | 32  |
| ミノルタ | 5.60 | 5.61 | 5.62 | 5.63 | 8.00 | 8.01 | 8.02 | 8.03 | 110 | 111  | 112 | 113  | 160 | 161  | 162 | 163  | 220 | 221  | 222 | 223  | 320 |

## 注
1. ↑  レンズの焦点距離とF値 - Panasonic
2. ↑  正確には対称型配置のレンズでは直感的に原理通り、おおよそ倍率に反比例するが、非対称な望遠タイプや逆望遠タイプでは比率が異なる。